# Ursula Zumhasch
Ursula Zumhasch (* 31. Juli 1949 in Ilserheide) ist eine deutsche Politikerin und ehemalige Landtagsabgeordnete (SPD).

## Leben
Nach dem Besuch der Volksschule und des Gymnasiums mit dem Abschluss Abitur studierte sie Germanistik, Geschichte und Theologie an der Westfälischen Wilhelms-Universität in Münster und an der Ruhr-Universität Bochum. Im Anschluss an eine Buchhandelslehre war sie einige Jahre in einer Universitätsbuchhandlung tätig. Nach der Familienphase qualifizierte sie sich in Erwachsenenbildung und Beratung. Seit 1984 ist sie selbstständig als Trainerin, Fortbilderin und Supervisorin.
Mitglied der SPD ist Zumhasch seit 1974. Sie war und ist in zahlreichen Gremien der SPD tätig, so unter anderem im Bezirksvorstand Westliches Westfalen.

## Abgeordneter
Vom 5. Januar 1999 bis zum 1. Juni 2000 war Zumhasch Mitglied des Landtags des Landes Nordrhein-Westfalen. Sie rückte über die Reserveliste ihrer Partei nach.
Dem Kreistag des Kreises Warendorf gehörte sie von 1989 bis 2001 an.